# Michael Pitt
 (juillet 2019).
Si vous disposez d'ouvrages ou d'articles de référence ou si vous connaissez des sites web de qualité traitant du thème abordé ici, merci de compléter l'article en donnant les références utiles à sa vérifiabilité et en les liant à la section « Notes et références ».
Pour les articles homonymes, voir Pitt.
Michael Pitt est un acteur et musicien américain, né le 10 avril 1981 à West Orange, dans le New Jersey. Il n'a aucun lien de parenté avec l'acteur et producteur américain Brad Pitt.

## Biographie
Michael Pitt est le benjamin de deux sœurs et un frère.

### Carrière
Pitt est guitariste et chanteur. Il est l'acteur principal du film Last Days de Gus Van Sant autour des derniers jours de Kurt Cobain, et son groupe musical Pagoda a contribué à la bande originale de ce film.
Pitt y interprète seul la chanson Death to Birth.
Dans Funny Games U.S. de Michael Haneke, il effectue une prestation remarquée dans le rôle d'un psychopathe sadique. Il a aussi participé à quelques épisodes de la série Dawson. Il joue le jeune amoureux du clip de Joey Ramone What a Wonderful World.
Dans la série Boardwalk Empire créée par Terence Winter, il interprète James Darmody.
En 2012, il joue aux côtés de Colin Farrell et de Christopher Walken dans le film Sept psychopathes.

### Vie privée
Michael Pitt est, en 2003 et 2004, fiancé à Asia Argento
puis, jusqu'en 2014, au mannequin Jamie Bochert (en),.

## Affaires judiciaires
En juillet 2022, Michael Pitt a été arrêté et inculpé d'agression et de vol mineur après avoir prétendument frappé un autre homme à plusieurs reprises et lui avoir volé son téléphone. En septembre, Michael a été hospitalisé et jugé « trouble émotionnel » après avoir été accusé d'avoir jeté des objets sur des personnes depuis le toit d'un immeuble.
Le 2 mai 2025, Pitt a été arrêté et traduit devant la Cour pénale suprême de Kings à Brooklyn en lien avec des incidents qui se seraient produits entre 2020 et 2021. Il a été accusé de deux chefs d'abus sexuel au premier degré, ainsi que d'agression impliquant des blessures avec un objet contondant et d'étranglement au deuxième degré. Pitt aurait été impliqué dans au moins quatre incidents d'abus sexuels.

## Filmographie

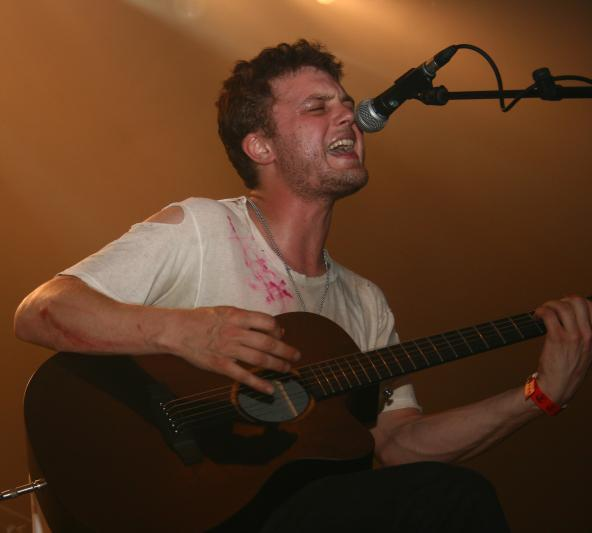
En concert à Madrid en 2008

### Cinéma
- 1998 : Studio 54 (54) de Mark Christopher : un étudiant qui danse
- 1998 : Hi-Life de Roger Hedden : L'adolescent
- 1999 : Even Housewives in Minnesota Have Those Daydreams de Jonathan Michals : Petey
- 2000 : À la rencontre de Forrester (Finding Forrester) de Gus Van Sant : John Coleridge
- 2000 : Mambo Café de Reuben Gonzalez : L'adolescent
- 2001 : Hedwig and the Angry Inch de John Cameron Mitchell : Tommy Gnosis
- 2001 : The Yellow Bird de Faye Dunaway : Stuff
- 2001 : Bully de Larry Clark : Donny Semenec
- 2002 : Calculs meurtriers (Murder by Numbers) de Barbet Schroeder : Justin Pendleton
- 2003 : Innocents : The Dreamers (The Dreamers) de Bernardo Bertolucci : Matthew
- 2003 : Rhinoceros Eyes d'Aaron Woodley : Chep
- 2004 : Le Village (The Village) de M. Night Shyamalan : Finton Coin
- 2004 : Jailbait de Brett C. Leonard : Randy
- 2004 : Le Livre de Jérémie (The Heart Is Deceitful Above All Things) d'Asia Argento : Buddy
- 2005 : Last Days de Gus Van Sant : Blake
- 2005 : Perfect Partner de Kim Gordon, Phil Morrison et Tony Oursler
- 2006 : Delirious de Tom DiCillo : Toby Grace
- 2006 : Dressé pour vivre (The Hawk Is Dying) de Julian Goldberger : Fred
- 2007 : Funny Games U.S. de Michael Haneke : Paul
- 2007 : Soie (Silk) de François Girard : Hervé Joncour
- 2012 : Sept Psychopathes (Seven Psychopaths) de Martin McDonagh : Larry
- 2014 : I Origins de Mike Cahill : Ian Gray
- 2014 : Rob the Mob de Raymond De Felitta (en) : Tommy Uva
- 2015 : Asphalte de Samuel Benchetrit : John McKenzie
- 2015 : Criminal Activities de Jackie Earle Haley : Zach
- 2016 : You Can't Win de Robinson Devor : Jack Black
- 2016 : Criminal : Un espion dans la tête (Criminal) d'Ariel Vromen : Jan Stroop
- 2017 : Ghost in the Shell de Rupert Sanders : Hideo Kuze
- 2018 : Tang ren jie tan an 2 de Sicheng Chen : Dr James Springfield
- 2019 : Run with the Hunted de John Swab : Oscar
- 2020 : The Last Days of American Crime d'Olivier Megaton : Kevin Cash
- 2023 : Reptile de Grant Singer : Eli Philips
- 2023 : Black Flies (Asphalt City) de Jean-Stéphane Sauvaire : LaFontaine
- 2024 : You Can't Win de Robinson Devor : Jack Black
- 2024 : Day of the Fight de Jack Huston : Mike Flannigan

### Télévision

#### Séries télévisées
- 1997 : Dellaventura (en) : Babyface
- 1998 : New York, police judiciaire (Law and Order) : Andy (saison 8, épisode 17)
- 1999 - 2000 : Dawson (Dawson's Creek) : Henry Parker
- 2002 : New York, unité spéciale (Law and Order: Special Victims Unit) : Harry Baker (saison 3, épisode 13)
- 2010 - 2011 : Boardwalk Empire : Jimmy Darmody
- 2014 : Hannibal : Mason Verger
- 2017 : Animals. : Johnny (voix)
- 2021 : Histoire de Lisey (Lisey's Story) : Andrew Landon

## Distinctions

### Récompenses
- 2009 : Fangoria Chainsaw Awards du meilleur acteur dans un second rôle pour le film Funny Games U.S.
- 2010 : Screen Actors Guild Awards : Meilleure distribution dans une série dramatique pour Boardwalk Empire, partagé avec Steve Buscemi,Dabney Coleman, Stephen Graham, Anthony Laciura, Kelly Macdonald, Gretchen Mol, Aleksa Palladino, Vincent Piazza, Michael Shannon, Paul Sparks, Michael Stuhlbarg, Shea Whigham, Greg Antonacci, Paz de la Huerta, Erik Weiner et Chase Coleman
- 2010 : Screen Actors Guild Awards : Meilleure distribution dans une série dramatique lors des pour Boardwalk Empire, partagé avec Steve Buscemi, Dominic Chianese, Robert Clohessy, Dabney Coleman, Charlie Cox, Josie Gallina, Lucy Gallina, Stephen Graham, Jack Huston, Anthony Laciura, Heather Lind, Kelly Macdonald, Rory McTigue, Declan McTigue, Gretchen Mol, Brady Noon, Connor Noon, Kevin O'Rourke, Aleksa Palladino, Jacqueline Pennewill, Vincent Piazza, Michael Shannon, Paul Sparks, Michael Stuhlbarg, Peter Van Wagner (simple), Shea Whigham, Michael K. Williams et Anatol Yusef
- 2011 : Screen Actors Guild Awards : Meilleure distribution dans une série dramatique lors des pour Boardwalk Empire, partagé avec Steve Buscemi, Dominic Chianese, Robert Clohessy, Dabney Coleman, Charlie Cox, Josie Gallina, Lucy Gallina, Stephen Graham, Jack Huston, Anthony Laciura, Heather Lind, Kelly Macdonald, Rory McTigue, Declan McTigue, Gretchen Mol, Brady Noon, Connor Noon, Kevin O'Rourke, Aleksa Palladino, Jacqueline Pennewill, Vincent Piazza, Michael Shannon, Paul Sparks, Michael Stuhlbarg, Peter Van Wagner (simple), Shea Whigham, Michael K. Williams et Anatol Yusef
- 2011 : Screen Actors Guild Awards : Meilleure distribution dans une série dramatique pour Boardwalk Empire, partagé avec Steve Buscemi,Dabney Coleman, Stephen Graham, Anthony Laciura, Kelly Macdonald, Gretchen Mol, Aleksa Palladino, Vincent Piazza, Michael Shannon, Paul Sparks, Michael Stuhlbarg, Shea Whigham, Greg Antonacci, Paz de la Huerta, Erik Weiner et Chase Coleman
- 2012 : Boston Society of Film Critics Awards : Meilleure distribution pourSept psychopathes, partagé avec Colin Farrell, Sam Rockwell, Christopher Walken, Abbie Cornish, Linda Bright Clay, Kevin Corrigan, Woody Harrelson, Željko Ivanek, Long Nguyen, Christine Marzano, Tom Waits, Brendan Sexton III, Bonny the ShihTzu, Gabourey Sidibe, Olga Kurylenko, Michael Stuhlbarg et Harry Dean Stanton

### Nominations
- 2010 : Festival de Monte-Carlo : Meilleur acteur dans une série dramatique pour Boardwalk Empire
- 2011 : Festival de Monte-Carlo : Meilleur acteur dans une série dramatique pour Boardwalk Empire
- 2012 : Nommé au prix de la meilleure distribution lors du San Diego Film Critics Society Awards pour le film Sept psychopathes (Seven Psychopaths ) (2012) partagé avec Colin Farrell , Sam Rockwell , Christopher Walken , Abbie Cornish , Linda Bright Clay , Kevin Corrigan , Woody Harrelson , Željko Ivanek , Long Nguyen , Christine Marzano , Tom Waits , Brendan Sexton III , Bonny the ShihTzu , Gabourey Sidibe , Olga Kurylenko , Michael Stuhlbarg et Harry Dean Stanton .

## Discographie
- 2005 : The Lonely Journey EP
- 2007 : Pagoda
- 2013 : Rebirth